# Todd Steverson
Todd Anthony Steverson (né le 15 novembre 1971 à Los Angeles, Californie, États-Unis) est un ancien voltigeur de la Ligue majeure de baseball reconverti en Instructeur.
Ancien joueur, il évolue dans les Ligues majeures à la position de voltigeur en 1995 et 1996.

## Carrière de joueur
Cousin de l'ancien joueur professionnel Ron LeFlore, Todd Steverson est repêché par les Cardinals de Saint-Louis alors qu'il évolue à l'école secondaire. Il est réclamé au 6e tour de sélection par les Cardinals en 1989 mais repousse l'offre pour plutôt rejoindre les Sun Devils de l'université d'État de l'Arizona. Ce n'est que trois ans plus tard qu'il obtient une autre chance avec un club du baseball majeur lorsque les Blue Jays de Toronto en font l'un de leurs choix de première ronde en 1992 : Steverson est le 25e joueur sélectionné au total cette année-là. Malgré 58 buts volés en 3 saisons de ligues mineures dans l'organisation des Blue Jays, Steverson ne frappe que pour ,254 de moyenne au bâton et le club le laisse partir en décembre 1994 lorsqu'il est réclamé au repêchage de la règle 5 par les Tigers de Détroit. 
Steverson obtient sa première chance dans le baseball majeur avec les Tigers le 28 avril 1995. En 30 parties pour le club cette saison-là, il maintient une moyenne au bâton de ,262 avec deux circuits, 11 points marqués, 6 points produits et deux buts volés. Échangé avec le lanceur droitier Sean Bergman aux Padres de San Diego le 22 mars 1996 pour le receveur Raul Casanova, le voltigeur Melvin Nieves et le lanceur droitier Richie Lewis, Steverson termine sa carrière le 3 avril 1996, jour de son seul match avec les Padres. 

## Carrière d'entraîneur
Todd Steverson amorce une seconde carrière d'instructeur avec des clubs de ligues mineures affiliés aux Cardinals de Saint-Louis, où il est employé de 1999 à 2003.
De 2005 à 2013, il est employé par les Athletics d'Oakland. Il est manager de trois de leurs clubs de ligues mineures au cours des 4 premières années : il est aux commandes des Ports de Stockton de la Ligue de Californie au niveau A+ des mineures en 2005 et 2006, il dirige le club-école Double-A de la Texas League à Midland en 2007, et enfin les River Cats de Sacramento, le club-école AAA de la franchise, en 2008. Il mène les River Cats au titre de la Ligue de la côte du Pacifique cette année-là et, au total, les clubs qu'il dirige remportent 297 victoires contre 264 défaites lors de ces 4 années.
Todd Steverson doit être de retour comme gérant des River Cats pour la saison 2009 mais en décembre 2008 il est nommé instructeur de premier but des Athletics d'Oakland. Il s'agit de son premier emploi du genre dans les Ligues majeures et il l'occupe durant deux saisons. Il retourne chez les River Cats de Sacramento comme instructeur des frappeurs en 2011, puis accepte un poste d'instructeur des frappeurs qui comprend la supervision de tous les clubs affiliés aux Athletics en ligues mineures en 2012 et 2013. 
Le 31 octobre 2013, Todd Steverson est engagé comme instructeur des frappeurs des White Sox de Chicago, son prédécesseur Jeff Manto ayant été congédié en septembre précédent. L'offensive des White Sox s'améliore en 2014,, première saison où Steverson est responsable des frappeurs, mais la situation est largement attribuable à l'arrivée de José Abreu, nommé recrue de l'année de la Ligue américaine.